# 托马斯·古斯塔夫松
托马斯·古斯塔夫松（瑞典語：Tomas Gustafson，1959年12月28日—），生于卡特琳娜霍尔姆，瑞典男子速度滑冰运动员。他曾代表瑞典在冬季奥运会速度滑冰比赛中获得3枚金牌和1枚银牌。